# المنظمة الوطنية لتواصل الأجيال
المنظمة الوطنية لتواصل الأجيال، بالفرنسية (organisation nationale de la continuité des générations) هي منظمة جزائرية مستقلة، اُسِست سنة 1994م وتم اعتمادها من طرف وزارة الداخلية والجماعات المحلية تحت رقم 66 بتاريخ 5 نوفمبر 1995م ومطابقة للقانون 06-12 المتعلق بالجمعيات تحت رقم 50 بتاريخ 23 نوفمبر 2015م، كانت المنظمة منذ تأسيسها الداعم الأول لرئيس الجمهورية الجزائرية آنذاك عبد العزيز بوتفليقة وتعتبر ذلك راجعا لما قام به من أجل الجزائر من توفير للأمن والاستقرار.

## شعار المنظمة
تتخذ المنظمة الوطنية لتواصل الاجيال في صون وتحصين بيان الفاتح من نوفمبر، وصون رسالة الشهداء الأبرار ورفع مشعل آباءهم وأجدادهم، للحفاظ على مبادئ الثورة الوطنية والتراث التاريخي للبلاد شعاراً أساسيا لها.

## لمحة تاريخية
تأسست المنظمة الوطنية لتواصل الأجيال سنة 1994م وتعتبر تواصل الأجيال من أعرق المنظمات الجماهيرية في الجزائر، هدفها الأسمى هو تكاتف المجتمع الجزائري.

## أهداف المنظمة
تعمل المنظمة على حفظ كرامة الشعب الجزائري والدفاع عن حقوقهم المدنية، بمساعدتهم في إيجاد مناصب عمل، وحل مشاكلهم الاجتماعية، كما كان الهدف الأساسي للمنظمة في بداية تأسيسها هو العمل على مشاريع اقتصادية لأن الوطن كان يحتاج لمثل هذه المشاريع من أجل النهوض بالاقتصاد الوطني، فكانت لها فكرة إنتاج مادة الصوجا وكان لها كذلك طموح في زراعتها وهذا أيضا من أجل منع استيرادها وتقليل الواردات، وبالرغم من أن المواطن الجزائري في تلك الفترة لم يكن على دراية تامة بنوع هذا المنتوج وما فائدته إلا أن المنظمة قامت بالتعريف بهذا المنتوج وعملت على تجسيد الفكرة ولكن للأسف المشروع تعثر ولم ينجح لسببين لا ثالث لهما وهما غلاء المادة الأولية وقلّتها وكذا الخبرة المنعدمة للفلاحين في زراعة مثل هذه المادة.
```
وتسعى الأمانة العامة للمنظمة إلى التوسع لتشمل الدول العربية وكذلك الإفريقية عبر تأسيس 
المنظمة العربية
 والمنظمة الإفريقية لتواصل الأجيال.
```

## الأمناء العامون
| الرقم | الأمين العام  | الصورة |
| ----- | ------------- | ------ |
| 1     | جيلالي بلغليم |        |

## إنجازات المنظمة
- دعت السلطات الجزائرية إلى اتخاذ كافة الإجراءات والتدابير من أجل الحد من مشكلة التدفق العشوائي للاجئين الأفارقة، حيث اعتبرت جميع تحركات اللاجئين مشبوهة، وهذا بالدليل خصوصا مع تورط بعضهم في أعمال عنف، خاصة في مناطق الجنوب وكذا إنشائهم ما يشبه التجمعات الكبرى وسط ظروف غير لائقة تشجع على انتشار الامراض والأوبئة.
- عرضت المنظمة تقريرها الخاص حول هذه ظاهرة تدفق اللاجئين بعد العديد من الخرجات الميدانية التي قادتها إلى العديد من المناطق التي تشهد تدفقا كبيرا ونموا في هذه الظاهرة.
- اعتبرت على لسان أمينها العام الجيلالي بلغليم خلال نزوله ضيفا على منتدى جريدة المحور اليومي إن الحل الوحيد لمشكلة تدفق اللاجئين الأفارقة هو بداية ترحيلهم لأن مجرد إبقائهم في الوطن دون اتخاذ أي خطوة أو قرار سيساهم في زيادة المشكل أكثر فأكثر، وبالتالي تعريض أمن الجزائر والجزائريين إلى خطر كبير.
- بادرت بفتح وتدشين نادي موجه للأطفال وتضيف فضاءات تحتضن الطفولة في الفئة العمرية الأقل من 05 سنوات
- ساهمت في صناعة المبادرة وخلق روح القيادة لدى الطفل عبر اختصاصات متعددة وسقل مواهب النشأ لتعطيه الدفع نحو اكتساب المهارات جديدة.
- استطاعت ان تقدم الكثير من النشاطات والمشاركات المختلفة منها الاجتماعية والرياضية والرحلات بالتنسيق مع مؤسسات دينية وخيرية
- طالبت المنظمة الوطنية لتواصل الأجيال السلطات بإعادة النظر في قانون الجمعيات لتمكينها من ممارسة مهامها على أكمل وجه، داعيا إياها إلى دعمها لتنفيذ برامجها المسطرة.
- شددت المنظمة الوطنية لتواصل الأجيال على انتهاج الطرق السلمية لتحصيل حقوق أفراد التعبئة، ودعت إلى عدم الرضوخ للمساومات السياسية التي تصطاد في المياه العكرة.
- قدمت أزيد من 14 ألف و350 وجبة إفطار بمطعم الرحمة الممول من طرف اللاعبين الدوليين نذير بلحاج والعمري شاذلي، فضلا عن تنظيم حفل ختان 34 طفلا من عائلات معوزة، ومساعدات مالية للبعض من العائلات المعوزة في مختلف ربوع الوطن

## المشاركة في الانتخابات
قامت المنظمة الوطنية لتواصل الأجيال في عدة مناسبات بالتنسيق مع مكاتبها في مختلف ولايات الجزائر بتنشيط الحملات الانتخابية لرئيس الجمهورية الجزائرية الحالي عبد العزيز بوتفليقة لترأس عهدات إضافية كان أهمها العهدة الرابعة التي فاز بها بعد الانتخابات الرئاسية المقامة في 17 أبريل عام 2014.

### مواضيع ذات صلة
- ثورة تحرير الجزائر
- جبهة التحرير الوطني الجزائري
- مقام الشهيد
- حزب جبهة التحرير

### وصلات خارجية
- الموقع الرسمي للمنظمة الوطنية لتواصل الأجيال